# Portrait de Ferdinand de Castille, Archiduc d'Autriche
Le Portrait de Ferdinand, Archiduc d'Autriche, est une peinture à l'huile sur panneau (33 x 28 cm) de l'artiste allemand de la Renaissance Hans Maler. Le tableau est daté de 1524-1525 environ et est conservé à la Galerie des Offices à Florence.

## Histoire et description
L'oeuvre, traditionnellement attribuée à Lucas van Leyden, montre Ferdinand Ier de Habsbourg, Infant d'Espagne et archiduc d'Autriche. Il est représenté de profil, portant un médaillon, la bouche ouverte, qui semble vouloir mettre en évidence le menton habsbourgeois, et un grand chapeau sombre, donnant de l'importance à la figure.
L'œuvre se trouvait à Gand, où elle a été exposée à côté du portrait de sa femme, Anne d'Angleterre. On connaît une réplique autographe de la peinture à l'Accademia dei Concordi de Rovigo.